# Autóút M51
L'autóút M51 (in italiano "superstrada M51") è un'autostrada ungherese che congiunge l'Autóút M0 all'altezza di Soroksár all'Autópálya M5 all'altezza di Soroksár. L'autostrada è lunga 9 km.

## Percorso
| SOROKSÁR (M0) - SOROKSÁR (M5) |                                                                                      |    |                |
| Tipo                          | Indicazione                                                                          | km | Strada europea |
|                               | Raccordo anulare di Budapest Pécs, Győr Dunaharaszti, Baja, BILK Logisztikai Központ | 24 |                |
|                               | Soroksár                                                                             | 25 |                |
|                               | Autostrada M5 Budapest-Centrum Szeged, Raccordo anulare di Budapest                  | 29 |                |